# ワイルドアームズ トワイライトヴェノム
『ワイルドアームズ トワイライトヴェノム』（WILD ARMS〜Twilight Venom〜）は、1999年10月18日から2000年3月27日まで全22話がWOWOWで放送されたテレビアニメ。

## 概要
プレイステーション用のゲームソフト『ワイルドアームズ』、『ワイルドアームズ セカンドイグニッション』を原作としたオリジナルストーリーが展開する。ゲームと同様に、マカロニ・ウェスタン風の世界観にSF要素を織り交ぜた設定をベースに、荒廃しつつあるファルガイアを舞台としたアクションアニメ。前半はウェスタンとコメディ色が濃い一話完結のエピソードが多く、終盤に向けて徐々にSF要素が濃くなる。ゲーム内容との関連性はほとんどないが、一部ゲーム中の音楽のアレンジが使用されている。また、原作の歴代のシリーズのキャラクターが登場しており『WA2』におけるキーパーソンであった、アーヴィング・フォルド・ヴァレリアが終盤の鍵を握る人物として登場する（ただし、役柄は全く異なる）ほか、同じく『WA』、『WA2』に出てくるキャラクターにそっくりな人物も何名か出ている。本作ではシリーズ恒例のキャラクターであるトニー、ラギュ・オ・ラギュラ、アースガルズなどが登場しない（花盗人も同様）。

## ストーリー
一年に一度しか接触することの出来ない空中監獄アルカ・トラス。お宝を探しに潜入したロレッタとミラベルが見つけたのは、捕らわれの科学者キールとアームズ使いを自称する少年シャイアンだった。「俺は25歳だ！」というシャイアンは、どう見ても子供にしか見えない。ロレッタたちに馬鹿にされるシャイアンであったが、自分の本当の身体を探す旅に旅立ったのであった。

## キャラクター

### シャイアンと仲間たち
シャイアン・レインストーム (Sheyenne Rainstorm)
声 - 浅野まゆみ
本作の主人公。伝説のARMS使い。25歳の青年だったが、R.O.O.Fによって10歳ぐらいの少年の義体に脳を移植されてしまい、元の身体を探しに旅に出る。元はプレイボーイだったようで、美人を見れば口説く癖があったが、「魔族の生まれ変わり」として周囲から恐れられていた。なお、ノーブルレッド族にとって、彼の血は絶品らしい。「満月の中の満月（ブドゥール・バドゥール）」という意味を持つ、拳銃型のブドゥールと、それと合体して威力を向上させるバドゥールというアームズを操る。体を奪われたのは、彼がキアヌ・ファールウィンドの生まれ変わりであることを知ったライラ・マーガレットが、再びキアヌを手に入れるためだった。
キール・アロナクス (Kiel Aronnax)
声 - 森田順平
科学者だが、職業に合わず大柄な体格を持つ男性。シャイアンと彼のARMSに興味を持ち、彼と一緒に旅をすることになった。長年、研究の没頭していたため、シャイアンとは反対に女性は苦手。寡黙で、硬派かつ冷静沈着な性格。実はシャイアンの脳を摘出した張本人。
アイザック (Isaac)
声 - 岩田光央
ポペピ・ピペポ族のオスで、5000歳以上。人間の男性を弟子にして商売をしていたが、シャイアン達に興味を持って同行することになった。ジルーシャの5番目の元亭主で、未だに彼女に未練がある。
ロレッタ・オラトリオ (Roleta Oratorio)
声 - 大坂史子
美人でグラマーなお宝マニア。若く見えるが100歳を優に超えたクレストソーサレス。魔法の源であるクレストカードの収集家であるため、仲間がピンチになっても、なかなか魔法を使ってくれない。お宝と美男子に目がなく、「週刊お宝マガジン」を定期購読し、お宝の情報を欠かさずチェックしている。魔法だけでなく、生身でも強い。
ミラベル・グレースランド (Mirabelle Graceland)
声 - 藤枝成子
ロレッタの相棒。ノーブルレッド族の少女だが、年齢は400歳。京都弁で話す。飛ぶことができ、その際はコウモリを肥大化させた姿になる。「サンガード∞」という日焼け止めを愛用している。
ジルーシャ (Jerusha)
声 - 愛河里花子
ポペピ・ピペポ族のメスで、5000歳以上。人生経験豊富のためか、おばさんクサい。彼らにとって見れば魅力的な存在らしく、十数回の結婚と離婚歴があり、現在は独身。アイザックと対面した時は、彼を尻に敷いている。終盤に一旦死亡するが、後にファルガイア（声 - 幸田夏穂）の意識を宿して復活する。

### R.O.O.F
アーヴィング・フォルド・ヴァレリア (Irving Forudo Valria)
声 - 安原義人
政治家として選挙に立候補しているファルガイアコマンダーで、優秀なアームズ使い。 ファルガイアに愛されていると思っているが、ファルガイアはシャイアンを選んでいた。それを知って憤慨するが、最後は愛することの幸せを知り、ファルガイアを守るために生命子を使い尽くして、幸せの中で死亡する。
サブリスキー (Sabriskie)
声 - 後藤哲夫
キールと面識がある。キアヌの記憶をシャイアンの体に植えつけた。最後はキアヌによって殺害される。
ライラ・ライ / ジーナ・アンジェリ (Laila Lie / Gina Angeli)
声 - 麻生かほ里
シャイアンが惚れていた女性。自身は街で死亡しているが、その後はサブリスキーによってライラ・マーガレットの記憶を植えつけられ、傀儡として操られる。
ライラ・マーガレット (Laila Margaret)
声 - 今井和子
一万年前のライラ。一万年前のキアヌと恋仲だったが、キアヌの他に好きな人ができたと勘違いして彼を殺害した。一万年経った現在でも地球の技術によって生きながらえている。
キアヌ・ファールウィンド (Kianu Fallwind)
声 - 松本保典
過去に女神・ライラによって滅ぼされたとされる魔王。正体は第一次討伐軍のリーダー。後に移民のリーダーとなり反乱軍に加わり、恋人であるライラと敵対した。
現在の彼の体はシャイアンの肉体で人格はサブリスキーによって人工脳に植えつけられたもの。植え付けられた記憶を本物と信じ、伝承に登場する本物の魔王と思い込んでいる（実際はその伝承自体も嘘なのだが）。全てを知った後に自殺する。
ルシエド (Lucied)
声 - 佐々木誠二
欲望を司る守護獣。欲望を糧として生きており、欲望の強いライラの傍についている。

### 歴代シリーズのキャラクター
後の10周年記念作の原作の歴代キャラクターが登場した『WA5』とは違い、設定と役柄は全く異なる。

#### WA、WA:F
ゼット
声 - 内田岳志
第15話に登場。R.O.O.Fからの刺客。ガトリング型ARMSでシャイアンたちに襲いかかるが、生命子が消耗して死亡した。
ペドロ
シヴィル
声 - 宮島依里

#### WA2
カノン
声 - 唐沢潤
ジュデッカ
マリアベル・アーミティッジ
第14話に名前だけ登場。ノーブルレッドの始祖。

## 種族
ファルガイアには人間以外にも様々な種族が生きている。魔族側の生命子を持つ、ノーブルレッドや狼男、クレストソーサーなどは亜人類に分類される。総じて長命だが個体数は少ない。亜人種はファルガイアに元々存在したが、一部は地球からやってきた人間が、ファルガイアをテラフォーミングするために使ったガーディアン因子が暴走・変貌を遂げた際に生まれたミュータントである。
魔族
伝承では、人間と戦ったとされる種族。実際はファルガイアの統治に人間の反乱軍であるファルガイア移民達のこと。
ノーブルレッド族
いわゆる吸血鬼だが、血を好むが飲まなくても生きていける。また、太陽の下でも平気。種族全体が京都弁を話し、コウモリにも変身できるが、豚のような醜い容姿になる。
クレストソーサレス / クレストソーサー
クレストカード（クレストグラフ）を扱う、いわゆる魔法使い。
ポペピピペポ族
アニメオリジナル種族でネズミとリスを掛け合わせたような容姿をしている。非常に長命で、亜精霊という精霊に近い動物で知能指数は非常に高い。また通常の生物と異なり、死んでもレイポイントで復活することができる（ただし、記憶などは元のままとは限らない）。それゆえファルガイア誕生以来個体数は変わっていない。
タニシン一派
第13話に登場するカンフーの姿をした集団。四字熟語を使う

## 用語
ファルガイア
荒れ果てた大地が広がり、西部劇の雰囲気の漂う惑星。衛星はファルーナ。一万年前に地球からやってきた人類が星間移住計画のため、テラフォーミングを施すが失敗。その際に生まれたミュータントを惑星から出させないために惑星は封鎖され、文化も衰えていった。
ARMS
「Armaments of Ruined Macabre-Sabaoth（破滅した魔族の軍団の兵器）」の略称。一万年前の退魔聖戦の時に魔族側が使用していたと言われる武器類のこと。主に古代遺跡から発掘されるがアームズを使える人間は非常に稀。そのため、アームズを使える人間は魔族の生まれ変わりと噂されている。撃つためには生命子を消費しなけらばならない。
トワイライト・ヴェノム（Twilight Venom）
ファルガイアを襲った流星雨のこと。これによって一部地域が壊滅し、その後もモンスターが暴れだす謎の現象が起こっている。名前は黄昏時に起こったことから付けられた。
正体は、衛星ファルーナに仕掛けられた、地表攻撃用の秘密兵器。一万年前にも使用されている。
退魔聖戦（ジハド）
一万年前に起こった戦い。女神ライラが魔王キアヌを倒し、ファルガイアに平和が訪れたという伝承。これは捏造されたもので、実際は地球政府軍と反乱軍の内戦。女神ライラは、討伐軍の指揮官のライラ・マーガレット。魔王キアヌは、惑星統治に反対した移民のリーダーであるキアヌ・ファールウィンドである。さらに、現在の荒れ果てた大地は、ライラの命令によってトワイライトヴェノムが発動したためである。これらの事実はファルーナバイブルにのみ記されている。
R.O.O.F
ファルガイアの歴史を裏で牛耳っていた、ライラが作った組織。サブリスキーによって人工的にアームズ使いを生み出したりしている。
ガーディアン因子
地球

## スタッフ
- 原作 - ワイルドアームズ、ワイルドアームズ 2ndイグニッション
- 総監督 - 真下耕一
- 監督 - 川崎逸朗
- シリーズ構成 - 松井亜弥、川崎逸朗
- キャラクターデザイン - 関口可奈味
- メカニックデザイン - 寺岡賢司
- ビジュアルデザイン - 宮沢康紀
- 美術監督 - 小山俊久
- 色彩設定 - 片山由美子
- 撮影監督 - 森下成一
- 編集 - 森田清次（英語版）
- 音響監督 - 松川陸
- 録音 - はたしょうじ
- 効果 - 森川永子
- 音楽 - 大谷幸
- 音楽演出 - 児玉隆
- プロデューサー - 勝股英夫
- ラインプロデュース - 堀川憲司
- アニメーション制作 - ビィートレイン
- 製作 - ソニー・コンピュータエンタテインメント、SPE・ビジュアルワークス

## 主題歌
オープニング
「Main Theme」（インストゥルメンタル）
作曲 - 和田唱
エンディングテーマ
「UNIVERSE」（1話 - 10話）
作詞・作曲 - 和田唱、編曲・歌 - TRICERATOPS / レーベル - ビクターエンタテインメント
「星空ジェット」（11話 - 21話）
作詞・作曲・歌 - ギターウルフ / レーベル：Ki/oon Records
DVD単品およびその後出たDVD-BOXにおいては、エンディングはすべて「星空ジェット」に差し替えられている。
「CONTINUOUS」（22話）
作詞・作曲 - なるけみちこ / 編曲 - 大谷幸 / 歌 - 麻生かほ里
挿入歌
「CONTINUOUS」
作詞・作曲 - なるけみちこ / 編曲 - 大谷幸 / 歌 - 麻生かほ里
オープニングは、エンディングテーマ「UNIVERSE」のアレンジ楽曲が使用された。

## 各話リスト
| 話 | 放送日          | サブタイトル                                                                 | 脚本     | 絵コンテ | 演出                | 作画監督                    |
| -- | --------------- | ---------------------------------------------------------------------------- | -------- | -------- | ------------------- | --------------------------- |
| 1  | 1999年 10月18日 | スリーピング・ダーティー (Sleeping Dirty)                                    | 松井亜弥 | 川崎逸朗 | 川崎逸朗            | 関口可奈味 寺岡賢司（メカ） |
| 2  | 10月25日        | アームズ・クレイジー (ARMS Crazy)                                            | 松井亜弥 | 別所誠人 | 橘正紀              | 芝美奈子                    |
| 3  | 11月1日         | デザートドラゴン・ファンタジー (Desert Dragon Fantasy)                       | 神山健治 | 若林厚史 | 雄谷将仁            | 戸部敦夫                    |
| 4  | 11月8日         | ファルーナ・バイブル (The Faluna Bible)                                      | 成田良美 | 寺東克己 | 有江勇樹            | 芝美奈子 関口可奈味         |
| 5  | 11月15日        | ポートレイト・オブ・ラナ (Portrait of Lana)                                  | 菅正太郎 | 神戸守   | 神戸守              | 山沢実                      |
| 6  | 11月22日        | ファルガイア・エクスプレス (Affair on the Fargaia Express)                   | 北条千夏 | 井硲清高 | 橘正紀              | 関口可奈味                  |
| 7  | 11月29日        | サムデイ・マイ・ラバー・ウィル・カム (Some Day My Robber Will Come)          | 松井亜弥 | 寺東克已 | 渕上真              | 関口雅浩                    |
| 8  | 12月6日         | マウス・ワイド・シャット (Mouth Wide Shut)                                   | 三井秀樹 | 菱川直樹 | 有江勇樹            | 鍋田香代子                  |
| 9  | 12月13日        | スレイブ・オブ・ザ・ゲーム (The Slave of The Game)                           | 菅正太郎 | 神戸守   | 神戸守              | 山沢実                      |
| 10 | 12月20日        | ギルティ・オア… (Guilty or.)                                                 | 神山健治 | 寺東克已 | 橘正紀              | 津幡佳明                    |
| 11 | 2000年 1月10日  | ノーホーム・ノーボディ (No Home No Body)                                     | 松井亜弥 | 渡辺純央 | 渡辺純央            | 芝美奈子                    |
| 12 | 1月17日         | ライ・ライラ・ライ (Lie Laila Lie)                                           | 松井亜弥 | 多田俊介 | 多田俊介            | 関口可奈味                  |
| 13 | 1月24日         | ララバイ・オブ・ノーブルレッド (Lullaby of the Noble-Red)                    | 菅正太郎 | 神戸守   | 神戸守              | 山沢実                      |
| 14 | 1月31日         | インタビュー・ウイズ・アンパイア (Interview with the Ampire)                 | 北条千夏 | 寺東克己 | 水野健太郎          | 塩川貴史                    |
| 15 | 2月7日          | ナチュラル・ボーン・エンジェル (Natural Born Angel)                          | 松井亜弥 | 橘正紀   | 橘正紀              | 鍋田香代子                  |
| 16 | 2月14日         | フェイタル・ゴッデス (Fatal Goddess)                                         | 松井亜弥 | 渡辺純央 | 渡辺純央            | 津幡佳明                    |
| 17 | 2月21日         | チャイルド・アット・ハート (Child at Heart)                                  | 面出明美 | 神戸守   | 神戸守              | 山沢実                      |
| 18 | 2月28日         | デイズ・オブ・バッカス (The Days of the Bacchas)                             | 北条千夏 | 川崎逸朗 | 川崎逸朗            | 関口可奈味                  |
| 19 | 3月6日          | ゴーン・ウィズ・ザ・スモーク (Gone With The Smoke)                           | 松井亜弥 | 寺東克己 | 青木哲朗 水野健太郎 | 塩川貴史                    |
| 20 | 3月13日         | ファルーナ・ストラック (Faluna Struck)                                       | 面出明美 | 橘正紀   | 多田俊介            | 芝美奈子                    |
| 21 | 3月20日         | ワンス・アポン・ア・タイム・イン・ファルガイア (Once Upon a time in Fargaia) | 神山健治 | 川崎逸朗 | 川崎逸朗            | 鍋田香代子                  |
| 22 | 3月27日         | ラスト・オブ・シャイアン (The Last of Sheyanne)                              | 松井亜弥 | 橘正紀   | 橘正紀              | 関口可奈味                  |

## 関連作品

### 和書
- 設定資料集：ワイルドアームズ1･2･TV ワイルドアームズ ファルガイア年代記

### サウンドトラック
ワイルドアームズTV アニメーション・サウンドトラック
CD2枚組、全63曲。
| #   | タイトル                           | 作詞 | 作曲・編曲 |
| --- | ---------------------------------- | ---- | ---------- |
| 1.  | 「Bird=Rain」                      |      |            |
| 2.  | 「Main Theme」                     |      |            |
| 3.  | 「Once Upon A Time on The Planet」 |      |            |
| 4.  | 「An Old Fashioned Western Story」 |      |            |
| 5.  | 「New Moon」                       |      |            |
| 6.  | 「Strange Phenomena」              |      |            |
| 7.  | 「Ancient Soldiers」               |      |            |
| 8.  | 「WANTED! DEAD OR ALIVE」          |      |            |
| 9.  | 「Misery」                         |      |            |
| 10. | 「Death Valley」                   |      |            |
| 11. | 「Legends of The Arms」            |      |            |
| 12. | 「FIRE!」                          |      |            |
| 13. | 「Fall into Ruins」                |      |            |
| 14. | 「Moonlight Concerto」             |      |            |
| 15. | 「Calamity Jane」                  |      |            |
| 16. | 「Infernos」                       |      |            |
| 17. | 「The Plot」                       |      |            |
| 18. | 「Troops」                         |      |            |
| 19. | 「The Dark Secret」                |      |            |
| 20. | 「Lost Technologies」              |      |            |
| 21. | 「The Coat of Arms」               |      |            |
| 22. | 「The Destroyer」                  |      |            |
| 23. | 「Talk to The Moon」               |      |            |
| 24. | 「Memories」                       |      |            |
| 25. | 「Destiny」                        |      |            |
| 26. | 「Oasis」                          |      |            |
| 27. | 「Epilogue I,Heroic Type」         |      |            |
| 28. | 「Epilogue II,Happy Type」         |      |            |
| 29. | 「Epilogue III,Tragic Type」       |      |            |
| 30. | 「Blow Great Guns」                |      |            |
| 31. | 「CONTINUOUS」                     |      |            |

| #   | タイトル                                       | 作詞 | 作曲・編曲 |
| --- | ---------------------------------------------- | ---- | ---------- |
| 1.  | 「お宝ハンター３人娘」                         |      |            |
| 2.  | 「Honky Tonk」                                 |      |            |
| 3.  | 「Pony Race」                                  |      |            |
| 4.  | 「Bazaar」                                     |      |            |
| 5.  | 「An Old Love Song」                           |      |            |
| 6.  | 「Sheyenne's Blues」                           |      |            |
| 7.  | 「Kiddy Sheyenne」                             |      |            |
| 8.  | 「WEEKLY OTAKARA MAGAZINE」                    |      |            |
| 9.  | 「Roleta's Tango」                             |      |            |
| 10. | 「Sexy and Foxy」                              |      |            |
| 11. | 「Bad Company」                                |      |            |
| 12. | 「Dangerous Game」                             |      |            |
| 13. | 「Treasure Hunter」                            |      |            |
| 14. | 「My Sweet Roleta」                            |      |            |
| 15. | 「Roleta in A French Film」                    |      |            |
| 16. | 「Funny Vampire」                              |      |            |
| 17. | 「Delicious Blood」                            |      |            |
| 18. | 「Mirabelle's Psychedelic Breakfast」          |      |            |
| 19. | 「Pink Fat Bat」                               |      |            |
| 20. | 「Mirabelle's Family」                         |      |            |
| 21. | 「Sad Cafe "悲しい酒場"」                      |      |            |
| 22. | 「KASHIMASHI GIRLS」                           |      |            |
| 23. | 「Monday Morning Blues」                       |      |            |
| 24. | 「Beastly Drunken Boogie」                     |      |            |
| 25. | 「Shooting Stars」                             |      |            |
| 26. | 「Granny Waltz」                               |      |            |
| 27. | 「荒野の果てへ Anim.Version」                  |      |            |
| 28. | 「街 Anim.Version」                            |      |            |
| 29. | 「西風の吹く街 Anim.Version」                  |      |            |
| 30. | 「Resistance Line Anim.Version(instrumental)」 |      |            |
| 31. | 「世界にひとりぼっち Anim.Version」            |      |            |
| 32. | 「星空ジェット」                               |      |            |